# Delitto Matteotti
Il delitto Matteotti fu il rapimento e l'assassinio di Giacomo Matteotti, deputato del Regno d'Italia, commesso il 10 giugno 1924 a Roma.
L'assassinio fu compiuto da una squadra fascista capeggiata da Amerigo Dumini per le denunce da parte di Matteotti dei brogli elettorali e del clima di violenza da parte dei fascisti messi in atto dalla nascente dittatura di Benito Mussolini nelle elezioni del 6 aprile 1924. Secondo alcuni storici il delitto fu anche conseguenza delle indagini di Matteotti sulla corruzione del governo, in particolare sulla vicenda delle tangenti della concessione petrolifera alla Sinclair Oil.
Il corpo di Matteotti fu ritrovato circa due mesi dopo l'omicidio, il 16 agosto 1924.
Il 3 gennaio 1925, in un discorso di fronte alla Camera dei deputati, Mussolini si assunse pubblicamente la «responsabilità politica, morale, e storica» del clima nel quale l'assassinio si era verificato. A tale discorso fece seguito, nel giro di due anni, l'approvazione delle cosiddette leggi fascistissime e la decadenza dei deputati che avevano partecipato alla secessione dell'Aventino in protesta al delitto Matteotti.

## Antefatti

### Le aggressioni squadriste a Matteotti

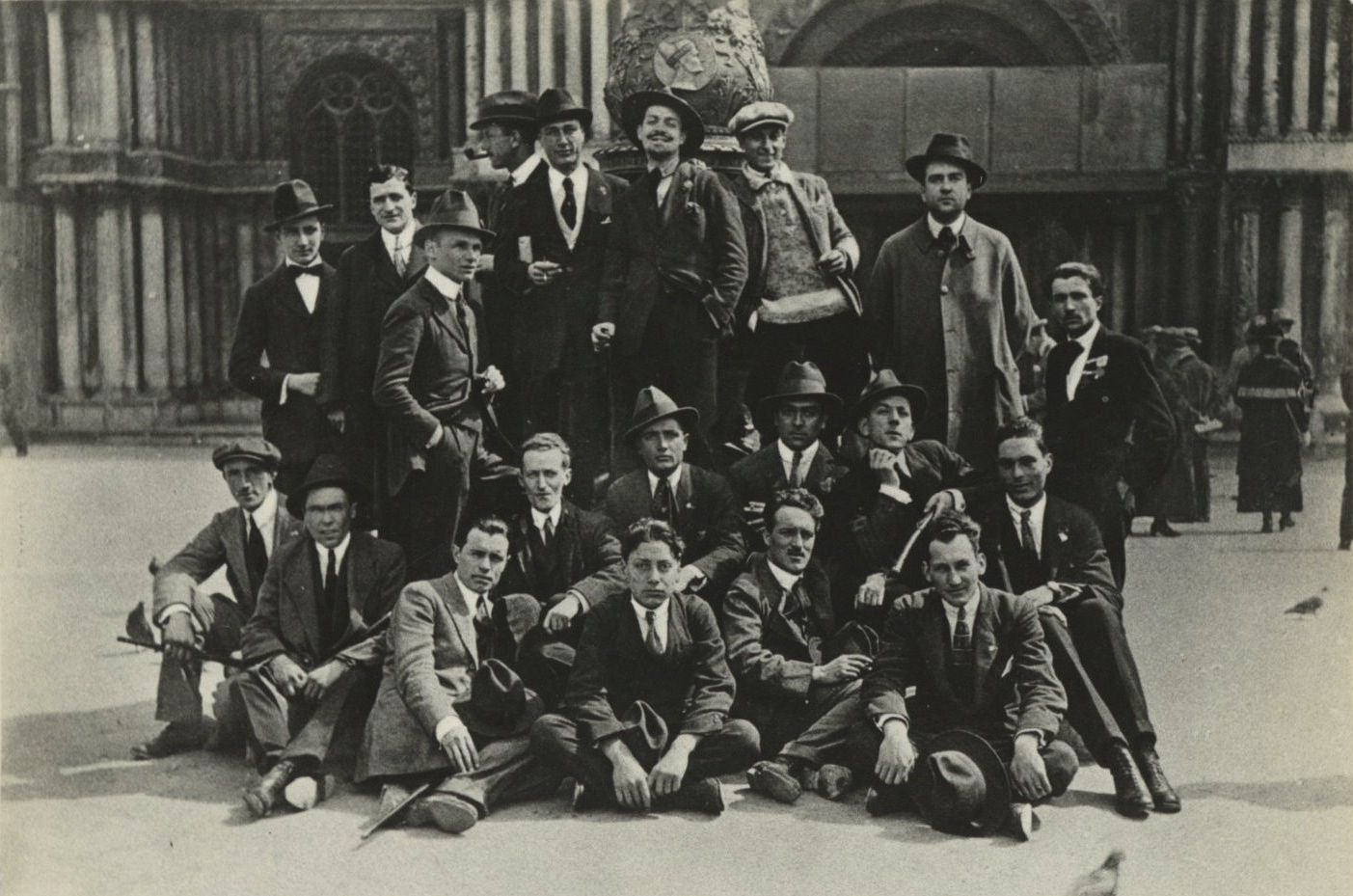
La squadra d'azione ferrarese di Italo Balbo nel 1921

La prima aggressione di carattere squadrista subita da Giacomo Matteotti risale al 18 gennaio 1921, quando ancora impegnato a Livorno nei lavori del XVII Congresso del Partito Socialista Italiano, venne a conoscenza dell'arresto del sindaco e del capolega di ferraresi in seguito alle violenze avvenute tra fascisti e socialisti il mese prima. Giunto precipitosamente a Ferrara per assumere la direzione della Camera del Lavoro, le squadre d'azione fasciste di Italo Balbo lo assediarono nella sede sindacale per oltre tre ore, Matteotti fu quindi scortato all'esterno della Camera del lavoro di Ferrara da oltre duecentocinquanta carabinieri, venendo però insultato e aggredito fisicamente. Secondo quanto riportato dall'Avanti! del 27 gennaio 1921, nei giorni successivi un gruppo di agrari ferraresi si rivolse ai fascisti richiedendo di "sopprimere e a tutti i costi ammazzare l'on. Matteotti". In seguito all'esperienza vissuta a Ferrara, il 31 gennaio 1921 Matteotti denunciò per la prima volta alla Camera dei deputati la violenza squadrista ormai dilagante, accusando direttamente l'inazione delle istituzioni e del governo Giolitti, oltre alle responsabilità della classe agraria e imprenditoriale: Matteotti fu il secondo firmatario di una mozione di censura al Governo - per aver mancato di porre termine alle violenze fasciste - ma la proposta fu respinta a maggioranza dalla Camera.
Il 10 marzo 1921 Matteotti tenne un lungo discorso denunciando alla Camera dei deputati la violenza squadrista nella sua terra natale, il Polesine.
Il 12 marzo 1921 Matteotti si recò a Castelguglielmo, in Polesine, in compagnia del sindaco socialista di Pincara alla riunione delle leghe rosse polesane, che fu però impedita dalla devastazione squadrista della sede dell'assemblea. In quell'occasione Matteotti fu caricato dai fascisti su un camion e condotto alla sede degli agrari venendo insultato e minacciato di morte: dopo un sequestro durato alcune ore fu abbandonato nelle campagne di Lendinara per poi raggiungere dopo una decina di chilometri percorsi a piedi la deputazione provinciale di Rovigo in cui era in corso la discussione per la proroga del patto agrario. Il 5 agosto 1923 il tribunale di Rovigo assolse “per l’evidente carattere politico a fine nazionale” gli imputati del rapimento e delle violenze di Castelgugliemo, applicando l'amnistia concessa dal re su iniziativa del governo Mussolini. 
In seguito all'episodio di violenza in Polesine, Matteotti fu costretto a lasciare la famiglia per trasferirsi da amici a Padova e Venezia; il 3 agosto 1921 scampò a un sequestro organizzato dai fascisti padovani grazie all'aiuto di un gruppo di giovani socialisti locali. Attacchi verbali e minacce di morte furono rivolte nell'aprile del 1921 alla madre di Matteotti, Isabella Garzaroli, rimasta a vivere a Fratta Polesine: ella è costretta a muoversi per incontrarlo, come avvenuto a Legnago, nel veronese, quando viene minacciata ed insultata da fascisti. Nell'agosto del 1922 anche la moglie Velia, in villeggiatura a Varazze, fu presa di mira dai fascisti locali, e dopo essere stata raggiunta dal marito a settembre, la famiglia fu costretta a lasciare la località balneare con la forza, venendo condotta da una squadra fascista alla stazione di Arenzano.

Mussolini si reca a votare alle elezioni politiche del 1924.

Il 4 ottobre 1922, in seguito alla scissione dei riformisti avvenuta al XIX Congresso del Partito Socialista Italiano, Matteotti assunse la segreteria del Partito Socialista Unitario (PSU); dopo circa due settimane la marcia su Roma favorì il 31 ottobre 1922 la nascita del governo Mussolini. Schierato nettamente contro qualsiasi ipotesi di collaborazionismo col fascismo, Matteotti compì alcuni viaggi all'estero nel tentativo di riallacciare i rapporti con i partiti socialisti europei, tanto che il 15 maggio 1923 il governo negò il rinnovo del passaporto a Matteotti.
(Il Popolo d'Italia, 3 maggio 1923)
Per Matteotti divenne sostanzialmente impossibile riuscire a muoversi liberamente anche nel Regno d'Italia: viveva lontano da moglie e figli e non rendeva note la sua residenza e i numeri telefonici. Il 2 luglio 1923, riconosciuto da alcuni fascisti mentre assisteva al palio di Siena, Matteotti fu assalito e costretto a lasciare la città. In vista delle elezioni politiche del 1924, a febbraio Matteotti pubblicò il saggio Un anno di dominazione fascista, con l'obiettivo di smontare i successi decantati dal governo, mentre durante la campagna elettorale subì un nuovo attacco: in Sicilia, a Cefalù, venne insultato e allontanato dai fascisti locali, nonostante l'intervento dei carabinieri. Il 6 aprile 1924 Matteotti fu rieletto, mentre il PSU raccolse il 5,9% risultando il secondo partito di opposizione dietro il 9% del Partito Popolare Italiano.

## L'omicidio

### Il rapimento e l'uccisione

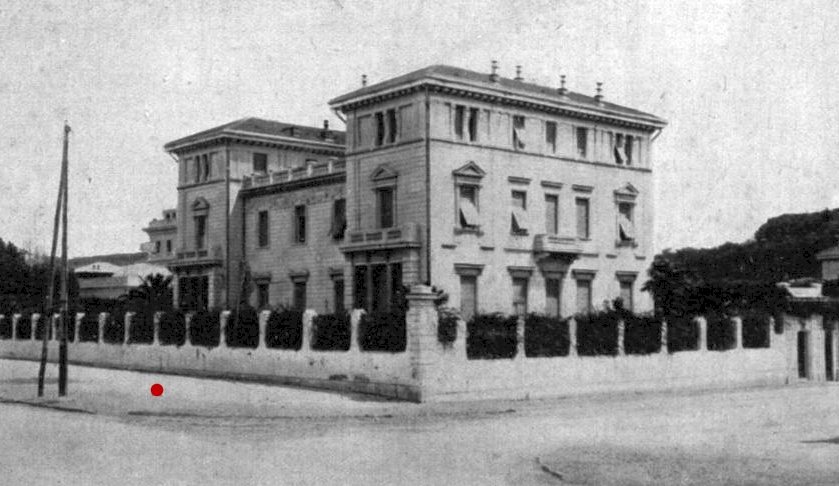
Luogo del rapimento (evidenziato in rosso il punto dell'aggressione)

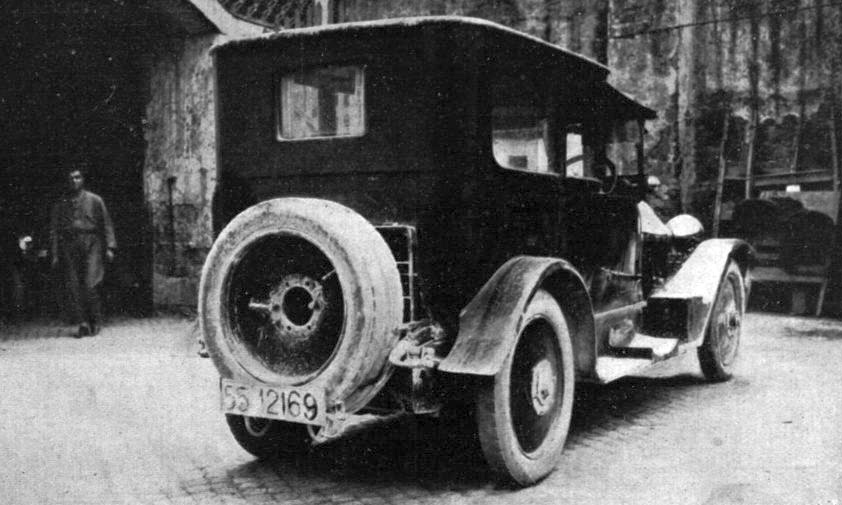
L'automobile utilizzata per il rapimento, una limousine Lancia Kappa 2535 di colore blu con tappezzeria grigia

Il 10 giugno 1924, intorno alle ore 16:15, Matteotti uscì a piedi dalla propria residenza di via Pisanelli 40, nel Quartiere Flaminio, per dirigersi verso Montecitorio, dove aveva trascorso parte della mattinata nella Biblioteca della Camera: piuttosto che incamminarsi lungo via Flaminia per poi raggiungere il Corso attraverso gli archi di Porta del Popolo, decise invece di percorrere il lungotevere Arnaldo da Brescia (per poi tagliare verso Montecitorio). Qui, secondo le testimonianze di due ragazzini presenti all'evento, era ferma un'auto con a bordo alcuni individui, poi in seguito identificati come i membri della polizia politica: Amerigo Dumini, Albino Volpi, Giuseppe Viola, Augusto Malacria e Amleto Poveromo.
Due degli aggressori, al passaggio del parlamentare nei pressi dell’auto, gli balzarono addosso. Ciononostante Matteotti riuscì a divincolarsi buttandone uno a terra e rendendo necessario l'intervento di un terzo che lo stordì colpendolo al volto con un pugno. Gli altri due intervennero per caricarlo in macchina. I due ragazzini identificarono anche la vettura, da altri testimoni descritta semplicemente come «un'automobile, nera, elegante, chiusa», come una Lancia Kappa. I due ragazzini, avvicinatisi al veicolo, furono allontanati rudemente, poi la macchina ripartì ad alta velocità.
Nel frattempo all'interno della vettura scoppiò una rissa furibonda e dall'abitacolo della vettura Matteotti riuscì a gettare fuori il suo tesserino da parlamentare che fu ritrovato da due contadini presso il Ponte del Risorgimento. Non riuscendo a tenerlo fermo, probabilmente Albino Volpi (o Giuseppe Viola) estrasse un coltello e colpì Matteotti sotto l'ascella e al torace. Matteotti morì dopo un'agonia di diverse ore.
Il gruppo girovagò per la campagna romana fino a raggiungere verso sera la Macchia della Quartarella, un bosco nel comune di Riano, a 25 km da Roma. Qui, servendosi del cric dell'auto, seppellirono il cadavere di Matteotti piegato in due. Poi ritornarono a Roma dove lasciarono la vettura in un garage privato. Quella stessa sera Dumini informa il segretario di Mussolini Arturo Fasciolo degli avvenimenti e gli consegna il passaporto di Matteotti 
.

### Le ricerche e le immediate conseguenze politiche
L'assenza di Matteotti in Parlamento non fu immediatamente notata, ma già il pomeriggio del giorno dopo, 11 giugno, la notizia della scomparsa era discussa dai deputati allertati dalla moglie Velia. Più tardi, Mussolini sostenne di aver appreso della scomparsa di Matteotti soltanto la sera dell'11 giugno e di esserne stato, fino ad allora, del tutto ignaro.
Il 12 giugno Mussolini rispose a un'interrogazione parlamentare posta dal deputato Enrico Gonzales:
(Mussolini in risposta all'interrogazione parlamentare del deputato Enrico Gonzales..)

Sopralluogo di polizia presso il Lungotevere Arnaldo da Brescia

Intanto, due giorni dopo il rapimento fu individuata l'auto, che risultò proprietà del direttore del Corriere Italiano Filippo Filippelli grazie alla testimonianza di Ester Erasmi e del marito Domenico Villarini che, insospettiti da strani movimenti avvenuti la sera prima, avendo notato la vettura sospetta, si erano annotati la targa. Da questo importante episodio nacquero le prime indagini, che fin dall'inizio individuarono in Dumini la mano dell'assassino: in breve tutti i rapitori furono identificati e arrestati, ma quando si giunse all'arresto del fornitore dell'autovettura, Filippo Filippelli, la Procura generale avocò l'inchiesta, delegando come pubblico ministero Umberto Guglielmo Tancredi. A quel punto il magistrato Mauro Del Giudice, intransigente giurista e difensore dell'indipendenza della magistratura di fronte al potere esecutivo, convocò la sezione di accusa ed attribuì al suo presidente (cioè a sé stesso) i poteri del giudice istruttore, bloccando la manovra di delegare come istruttore un magistrato gradito al Governo.
L'istruttoria iniziata così efficacemente, dopo circa un anno di pressioni e depistaggi ad opera del regime, si sarebbe comunque arenata: Del Giudice sarebbe stato allontanato dalla capitale con un promoveatur ut amoveatur e, qualche anno dopo, portato al pensionamento forzato.
Il 17 giugno, Mussolini impose le dimissioni a Cesare Rossi e ad Aldo Finzi, che erano indicati dall'opinione pubblica e anche dalle indagini del magistrato Mauro Del Giudice come i più coinvolti a causa delle note frequentazioni con gli uomini di Dumini. Fu dimissionato anche il capo della polizia Emilio De Bono e il giorno seguente anche Mussolini rinunciò alla guida del ministero dell'interno che affidò a Luigi Federzoni.
I socialisti unitari vicini a Filippo Turati nel frattempo diramarono un comunicato stampa che accusava il governo:
(Comunicato del Partito socialista unitario.)
Come primo atto dopo l'assunzione della guida dell'istruttoria, Mauro Del Giudice il 18 giugno interrogò, nel carcere romano di Regina Coeli, Filippo Filippelli, il quale dichiarò che Dùmini - la sera del 10 giugno - gli aveva disvelato l’esistenza della Ceka (“un’operazione speciale per conto di un organismo sorto in seno al quadrumvirato del partito, e diretto da Rossi Cesare e comm. Marinelli”). Indi il magistrato - su conforme richiesta del pubblico ministero Tancredi - spiccò mandato di cattura contro il segretario amministrativo del PNF Giovanni Marinelli: l'ordine fu eseguito la sera stessa dal capo della polizia giudiziaria della Questura di Roma, Epifanio Pennetta, il quale arrestò Marinelli alla pensione Forti in via del Corso, nel centro della capitale.
Il 22 giugno si costituì spontaneamente l'ex vicesegretario politico del PNF Cesare Rossi, in quel momento capo dell'ufficio stampa della Presidenza del consiglio, dopo essere stato latitante per una settimana durante la quale aveva avuto l'occasione di stilare il primo abbozzo del suo memoriale riguardante i fatti. Rossi si recò direttamente al carcere di Regina Coeli invece che in Questura, per «evitare la curiosità dei giornalisti, gli obiettivi fotografici e il trasporto a Regina Coeli». Lo stesso giorno, a Bologna, fu convocata da Dino Grandi un'imponente adunata in sostegno a Mussolini cui parteciparono circa cinquantamila fascisti.

### Il ritrovamento del corpo

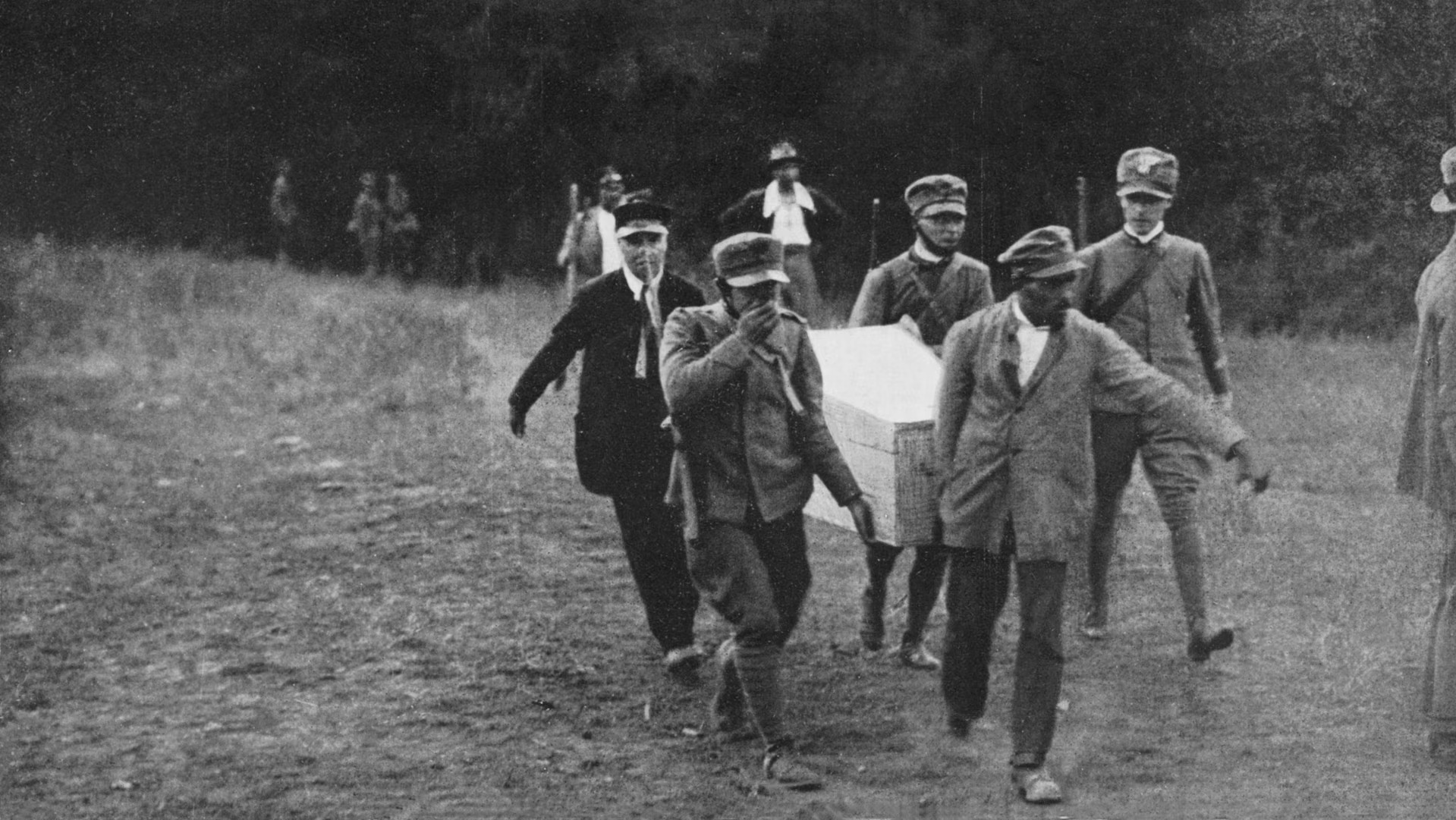
Trasporto dei resti di Matteotti al cimitero di Riano

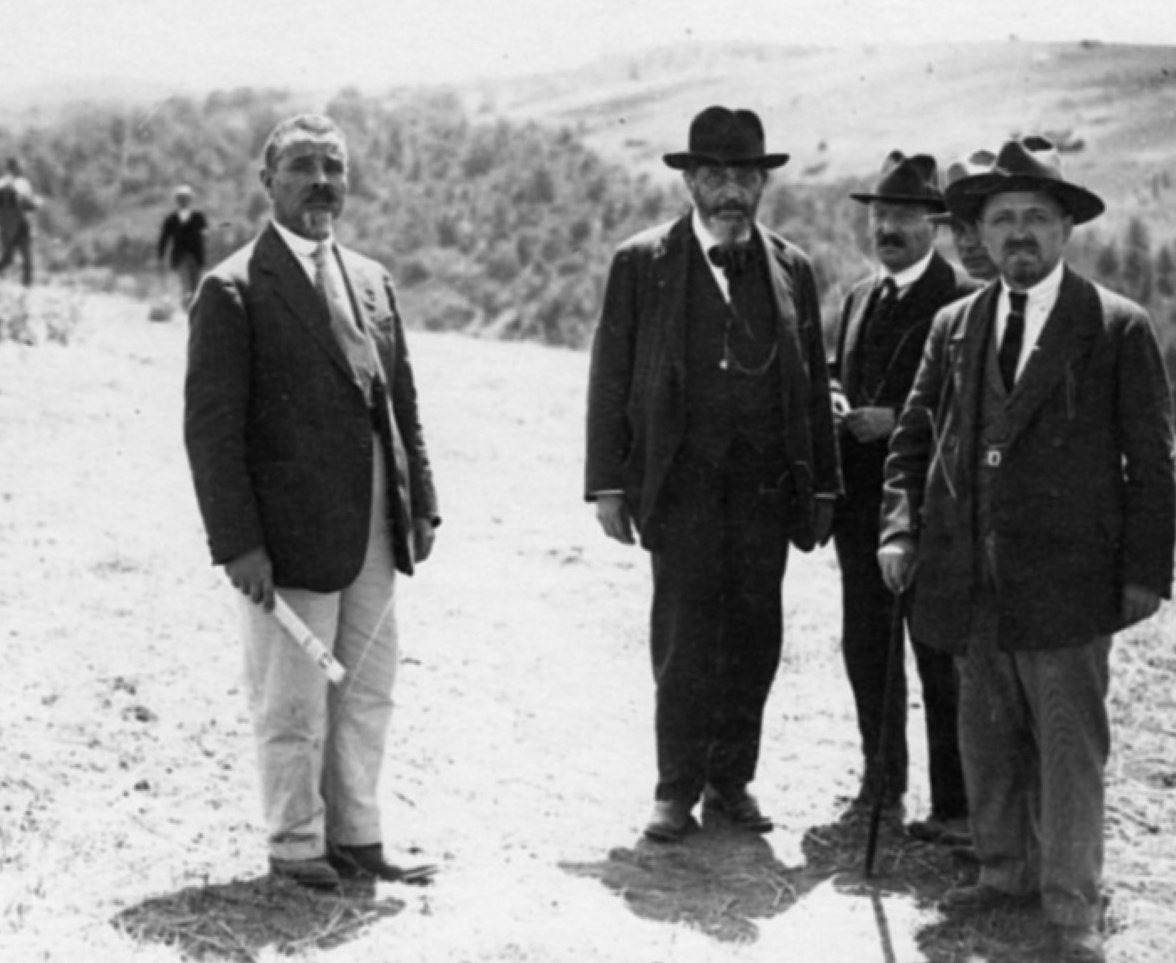
I deputati Enrico Gonzales, Filippo Turati e Claudio Treves alla Quartarella

La sera del 12 agosto il cantoniere Alceo Taccheri consegnò alla stazione dei Carabinieri di Scrofano (oggi Sacrofano) una giacca, sporca di sangue e di fango e mancante di una manica, che aveva trovato in uno scarico d'acqua lungo la Via Flaminia; la manica mancante fu rinvenuta il giorno successivo durante un'ispezione dello stesso scarico. Fu accertato che la giacca apparteneva a Matteotti.
Il cadavere fu rinvenuto la mattina del 16 agosto a Riano, nella macchia della Quartarella, all'interno della tenuta del principe Boncompagni; a trovarlo fu Ovidio Caratelli, brigadiere dei Carabinieri in licenza e figlio di un guardiano della tenuta.
Il corpo fu trasferito temporaneamente nel cimitero di Riano dove il 18 si procedette all'identificazione da parte dei cognati e di alcuni deputati. Il cadavere era ormai in avanzato stato di decomposizione e fu quindi convocato il dentista che aveva in cura Matteotti per identificare gli interventi sulla dentatura.

### I funerali
Concluse tutte le analisi e procedure mediche e legali, il 19 agosto alle ore 18 partì da Monterotondo (paese a 15 chilometri circa da Riano) il treno diretto per trasportare la bara con la salma di Matteotti a Fratta Polesine, dove giunse attorno alle 6 del mattino successivo. Il trasporto notturno fu imposto dal governo contro i desideri della vedova (che intendeva partire la mattina dopo) per impedire manifestazioni pubbliche al passaggio del treno.
Nel prendere accordi con il ministro dell'Interno Federzoni per il trasporto della salma, la vedova di Matteotti chiese che durante il trasporto e durante il funerale non fossero presenti esponenti del PNF e della Milizia.
(Velia Matteotti a Federzoni, 19 agosto 1924.)

La popolazione di Fratta Polesine e del territorio circostante partecipò numerosa al funerale.

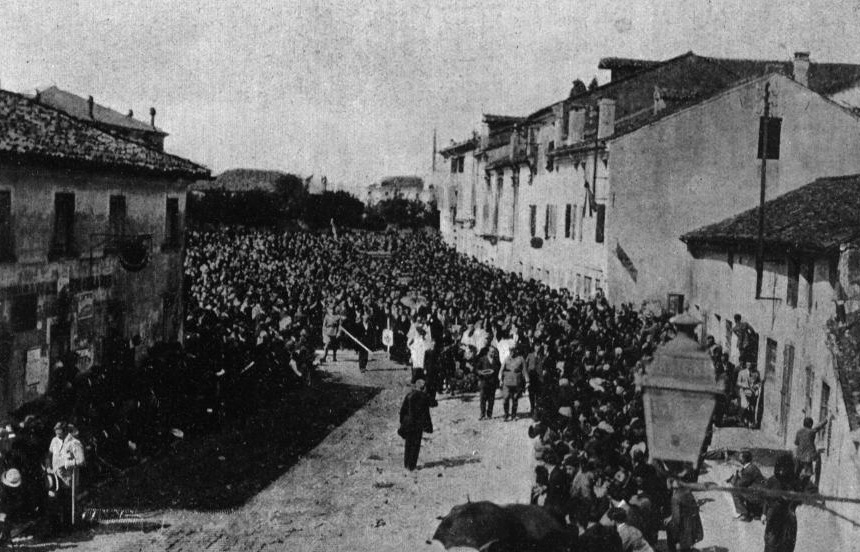
Il corteo verso la chiesa
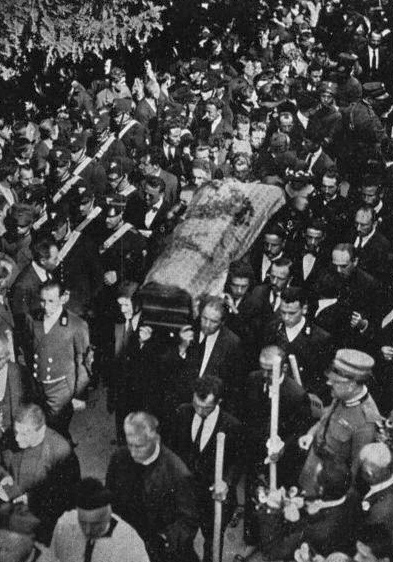
La bara portata a spalla dai parenti
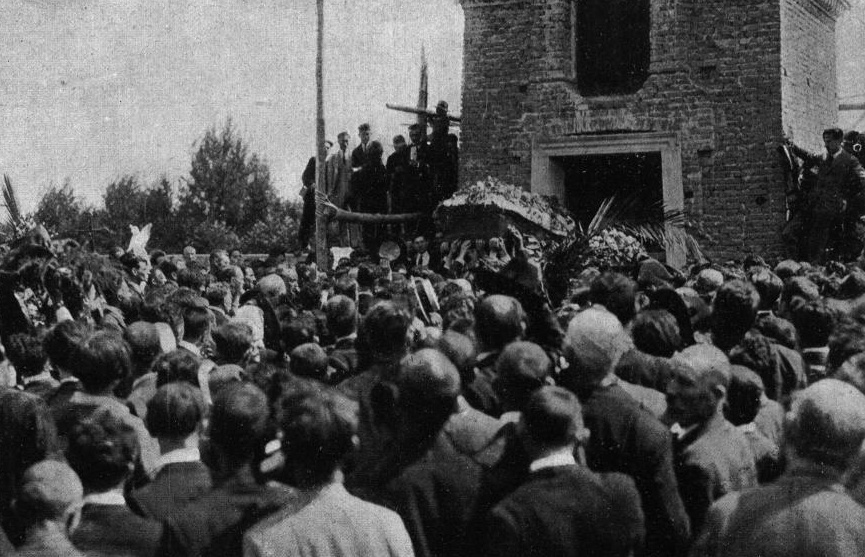
La cerimonia al cimitero

Al termine della cerimonia la bara fu posta temporaneamente nella cappella della famiglia Trevisan. La salma fu esumata il 12 ottobre 1928 per essere tumulata nella tomba della famiglia Matteotti, una cappella intonacata di grigio chiaro; il sarcofago in marmo nero fu donato tramite una sottoscrizione di lavoratori socialisti belgi.

## Le reazioni

### Reazioni interne
All'indomani del delitto spontaneamente ebbero luogo lo sciopero dei demolitori dei piroscafi a Genova il 14 giugno 1924, dei fornai e degli edili (parzialmente anche dei falegnami, dei metallurgici e del personale del mattatoio) a Roma il 15 giugno, dei metallurgici, dei navalmeccanici, degli operai delle officine ferroviarie a Napoli il 15 giugno, dei muratori e dei metallurgici il 15 giugno a Bari.
Numerosi circoli del PCd'I fecero pervenire i loro messaggi di solidarietà ed il generale sconcerto e l’indignazione pubblica furono condivisi da Antonio Gramsci, che scrisse alla moglie narrando le «giornate indimenticabili» in cui aveva «partecipato alle riunioni di tutte le opposizioni parlamentari, che nell’opinione pubblica erano diventate il centro dirigente del movimento generale», dichiarando apprezzamento per le posizioni espresse – nella riunione del Comitato delle opposizioni del 15 giugno 1924 – da Giovanni Amendola e Roberto Bencivenga ed ironia sull’estremismo delle dichiarazioni di Colonna di Cesarò.
Il 18 giugno 1924 a Torino fu votato, in una riunione delle opposizioni promossa da	Rivoluzione liberale, un ordine del giorno unitario, per le dimissioni di Benito Mussolini; pochi giorni dopo le opposizioni a Milano votarono un programma analogo. Eppure, la disputa sulle modalità della protesta sindacale iniziò ad incrinare l'unitarietà delle opposizioni: quando fu chiaro che esse avrebbero puntato solo sul metodo legalitario per abbattere Mussolini, la posizione comunista cambiò, abbandonando il Comitato delle opposizioni il 18 giugno e denunciando la debolezza dello sciopero generale di appena dieci minuti, convocato per il 27 dalla Confederazione Generale del Lavoro.
Il 26 giugno 1924 fu riunito il Senato che, a larga maggioranza, riconfermò la fiducia a Mussolini con 225 voti favorevoli su 252. Gli unici tre senatori a denunciare le responsabilità di Mussolini, nonostante le minacce ricevute, furono Carlo Sforza, Mario Abbiate e Luigi Albertini.
Il 27 giugno 1924 alcuni parlamentari socialisti si recarono in pellegrinaggio sul luogo in cui Matteotti era stato rapito dove deposero una corona d'alloro. Lo stesso giorno i parlamentari dell'opposizione si riunirono in una sala di Montecitorio, oggi nota come "Sala dell'Aventino", decidendo comunemente di abbandonare i lavori parlamentari finché il governo non avesse chiarito la propria posizione a proposito dell'omicidio Matteotti. In quella sede Filippo Turati commemorò Matteotti: questo discorso alla Camera fu da alcuni storici considerato come l'inizio effettivo della secessione dell'Aventino. L'obiettivo era quello di ottenere la caduta del governo e poter andare a nuove elezioni.
L'8 luglio, approfittando dell'aggiornamento della Camera dei deputati, il governo varò nuovi regolamenti restrittivi relativi alla stampa, rafforzati due giorni dopo dall'obbligo per ciascun giornale di nominare un direttore responsabile. Costui poteva essere diffidato se contravveniva le leggi e il giornale messo in condizione di non poter più pubblicare. Il 24 luglio Roberto Farinacci in una lettera dichiarò di accettare l'incarico di avvocato della difesa nella causa contro Dumini e compagni che aveva precedentemente rifiutato.
Il 30 luglio 1924, in un’intervista concessa da Tito Zaniboni a «Il Mondo», il deputato rivelava come, durante una visita a Verona al legionario Enrico Grassi, questi gli aveva letto una missiva del suo comandante, Gabriele D'Annunzio, che il 23 luglio aveva commentato la vicenda Matteotti con le parole: «Sono molto triste di questa fetida ruina».
In agosto, la classe dirigente comunista reagì piuttosto freddamente alla scoperta del cadavere di Matteotti: l'unico messaggio di cordoglio venne infatti inviato da Egidio Gennari a nome di tutto il gruppo parlamentare comunista di cui era segretario. Matteotti venne presentato come appartenente alla fazione responsabile della "rivoluzione mancata", che a sua volta sarebbe stata una delle cause dall'avvento del fascismo al potere.
Dopo che in agosto Luigi Einaudi aveva pubblicato sul Corriere della sera un editoriale intitolato “Il silenzio degli industriali”, il 16 settembre 1924 anche Confindustria scelse di esprimersi per mezzo di una delegazione ricevuta a Roma da Mussolini: consegnarono un memorandum che invitava alla concordia e contro la violenza, ma alla stampa precisarono poi che il colloquio con Mussolini era avvenuto nella «massima cordialità» .
Certo nel 1924 l’assassinio di Giacomo Matteotti, «provocando un moto di sdegno, sembrò isolare il fascismo ma la riprovazione non seppe trasformarsi in una iniziativa politica efficace: la maggioranza uscita dalle urne grazie alla legge Acerbo tenne e fu illusorio aspettarsi un intervento del re Vittorio Emanuele III, pavido e formalista quale era».

### Reazioni internazionali

#### Regno Unito di Gran Bretagna
Il 21 giugno 1924 la stampa inglese diede la massima evidenza allo svolgimento, quattro giorni prima, del direttivo del partito laburista: esso, riunitosi alla presenza del primo ministro Ramsay MacDonald, aveva espresso sostegno ai socialisti italiani colpiti dall'evento, mentre la commissione internazionale laburista giudicava i capi del fascismo moralmente responsabili della morte di Matteotti.
Il Premier britannico già il 18 giugno 1924 alle 11 aveva affrontato la questione del contegno da tenere in riferimento all’interrogazione preannunciata dal deputato Ballairs: in riunione di gabinetto (punto 16) Ramsay MacDonald fece convenire il Governo sulla risposta da dare in Parlamento, che chiariva come “la risoluzione approvata alla riunione del Labour party non è stata approvata dal Governo” ma “i partiti politici hanno il diritto di approvare risoluzioni che non tengano conto delle visioni del Governo”. In effetti nello stesso pomeriggio alla Camera dei comuni i deputati tories Bellairs, Mac Neil ed il colonnello Howard Bury attaccarono il primo ministro MacDonald per essere stato presente all’approvazione dell’ (e quindi aver implicitamente avallato l’) ordine del giorno del gruppo parlamentare critico del governo italiano per il delitto Matteotti. MacDonald  replicò che “l’ordine del giorno si ispirava direttamente al riconoscimento di Mussolini che il delitto e il movente sono di ordine politico. Nessuno ha inteso censurare l’Italia” . Subito dopo il primo ministro ricevette l’ambasciatore d’Italia Della Torretta nel suo salotto riservato a Westminster per venti minuti. Per la stampa italiana “il nostro ambasciatore ha fatto un dettagliato rapporto a Roma”.
Il 28 giugno successivo, poi, a Trafalgar Square tennero un comizio di deprecazione del delitto una quindicina di oratori, tra cui i deputati Richard Wallhead e James Maxton, l’attivista socialista Eleanor Barton, il sindacalista dei minatori Arthur James Cook ed il sindacalista scozzese James Gallagher.

#### Belgio
Il 18 giugno 1924 Emile Vandervelde propizia la commemorazione di Matteotti alla Camera dei deputati belga e il giorno dopo il suo gruppo sostiene la richiesta (con maggiore resistenza delle opposte parti politiche) al Senato del Regno del Belgio. Valdervelde avrebbe mantenuto la sua intransigenza assoluta contro il fascismo anche nell'attività politica successiva, anche in incarichi di governo, come dimostra l'atteggiamento tenuto verso Mussolini nell'ottobre del 1925 a Locarno, rifiutando ostentatamente di stringergli la mano.

#### Francia
I deputati socialisti della Camera francese inviarono un telegramma di lutto e di protesta al Presidente della Camera italiana, Alfredo Rocco, già il 15 giugno 1924.
A Tolone e a Seyne il 18 giugno 1924 si tennero manifestazioni al grido di "Viva Matteotti!", per la maggior parte di lavoratori italiani all'estero: nessuno dei fermi di polizia, avvenuti al termine delle manifestazioni, fu convalidato.
Il 22 giugno 1924 a Parigi ebbe luogo un raduno in favore di Matteotti sulla collina di Chapeau Rouge, fuori porta Saint-Gervais, con cariche della polizia, ferimenti ed arresti.
Una terza, più grande manifestazione ebbe luogo, ad iniziativa comunista, a Pré Saint Gervais, presso Parigi, alla fine di quel mese.

#### Stati Uniti d'America
Ad una settimana dal delitto, Luigi Barzini scrisse, da New York, al corrispondente del suo “Corriere d’America” a Roma: “l’affare Matteotti reca un colpo troppo duro al prestigio del fascismo negli Stati Uniti (…) soltanto un’opera di giustizia rapida ed esemplare potrebbe ristabilire la situazione”.
Il 26 giugno 1924 si svolse poi una manifestazione alla Carnegie Hall di New York sotto gli auspici della locale Camera del lavoro, per chiedere a Mussolini la restituzione del corpo di Matteotti.

#### Unione Sovietica
Il delitto Matteotti fu compiuto mentre le diplomazie italiana e sovietica erano impegnate in un percorso di avvicinamento, che in febbraio aveva portato al riconoscimento ufficiale del governo sovietico da parte dell'Italia. In tale percorso la diplomazia sovietica trovava un ostacolo nell'azione dell'Internazionale Comunista (Comintern): mentre quest'ultima confidava nel PCd'I per instaurare le relazioni italo-sovietiche, al fine di non lasciarle esclusivamente al regime fascista, la diplomazia guidata dal commissario agli esteri Georgij Čičerin e dai suoi delegati in Italia, soprattutto Vaclav Vorovskij, considerava i comunisti italiani incapaci e pericolosi a causa della loro propaganda antifascista legata al Comintern.
Il PCd'I si trovava in una situazione ambigua, essendo perseguitato all'interno da un regime che all'esterno trattava con l'Unione Sovietica. Mussolini chiedeva insistentemente al Commissariato agli esteri sovietico di fermare la propaganda antifascista del Comintern, mirando a creare tensioni tra quest'ultimo e la diplomazia sovietica e nel contempo a destabilizzare l'opposizione interna.
L'ambasciatore sovietico a Roma Konstantin Jurenëv, insediatosi il 14 marzo 1924, inviò al commissario agli esteri Georgij Čičerin diverse relazioni sulla situazione politica italiana dopo il rapimento di Matteotti. Il 17 giugno, riferì che «la debolezza dei gruppi e dei partiti politici, la loro incapacità di approfittare della situazione politica di vantaggio hanno in un certo senso tranquillizzato Mussolini». Riportò inoltre che le manifestazioni antifasciste in Francia avevano dato modo alla stampa fascista di invocare il dovere patriottico di difendere la nazione dagli attacchi di governi stranieri in merito a «una questione che riguarda solo gli italiani». Jurenëv notò reazioni anche all'interno del partito fascista, con tensioni tra le sue diverse «fazioni». Il 18 luglio, osservò tuttavia una situazione caratterizzata da «una sorta» di stabilizzazione e scrisse: «la lotta va avanti – forse ancora per brevissimo tempo – ma è già priva di forme luminose e momenti critici».
La diplomazia sovietica non considerò il rapimento di Matteotti un evento importante al punto da interrompere o compromettere le relazioni con l'Italia fascista. Alla notizia del fatto, Jurenëv non ritenne di dover annullare l'invito a pranzo di Mussolini all'ambasciata sovietica, nonostante le proteste sia della sinistra che dei liberali. Secondo quanto riferito da Jurenëv a Čičerin l'8 luglio, egli ricevette la visita di un «compagno del posto» giunto a chiedergli se il ricevimento si sarebbe tenuto ugualmente. Alla risposta affermativa, l'ospite mostrò disappunto, cosicché Jurenëv ribadì che la situazione imponeva di mantenere l'impegno.
L'11 luglio il ricevimento si tenne regolarmente. In tal modo, nel momento di massimo isolamento internazionale di Mussolini, la diplomazia sovietica sembrò offrirgli sostegno. L'evento fece emergere in tutta la sua portata la contraddizione tra l'internazionalismo comunista e l'interesse statale sovietico. Il massimo dirigente del PCd'I Antonio Gramsci reagì duramente, condannando pubblicamente la decisione dell'ambasciatore. Sostenuti dal consigliere politico dell'ambasciata Aleksandr Makar, i dirigenti italiani protestarono con fermezza presso l'esecutivo del Comintern, senza tuttavia ottenere una risposta dirimente. La crisi fu risolta dall'intervento del vicecommissario agli esteri sovietico, Maksim Litvinov, che il 14 novembre 1924 istruì Jurenev su come relazionarsi «con i nostri antipodi politici, i fascisti». Precisò che «avete un caso classico della duplicità della nostra politica verso il fascismo, come comunisti e come potere statale». «Le relazioni concrete» con Mussolini erano corrette, ma di un appoggio al fascismo «come partito e come movimento politico, non se ne può ovviamente neppure parlare». Litvinov riteneva che la crisi Matteotti avrebbe segnato il declino del fascismo, ma che fosse inevitabile trattare con Mussolini finché fosse rimasto al potere. Questa linea ricompose i rapporti tra la diplomazia sovietica e i comunisti italiani in vista dei negoziati per un patto di non aggressione con l'Italia, avviati poco dopo la dichiarazione con cui Mussolini, assumendosi la responsabilità politica del delitto Matteotti, chiuse la crisi.
In controtendenza rispetto alle reazioni indignate della stampa internazionale, la stampa sovietica – secondo quanto riferito a Mussolini dall'ambasciatore italiano a Mosca, Gaetano Manzoni, il 19 giugno – «fino ad ora si è limitata riprodurre le brevi notizie telegrafiche da Roma [...] senza alcun commento. Da parte dell'opinione pubblica russa finora nessuna manifestazione. [...] Da parte di questo Governo finora nessuna manifestazione». Anche se non vi fu una condanna ufficiale da parte dei vertici politici dell'URSS, la stampa sovietica non ignorò il delitto: Ogonëk ne attribuì la responsabilità a Mussolini, mentre il Prožektor, settimanale allegato alla Pravda, ne individò il movente nella volontà di mettere a tacere Matteotti prima che documentasse i brogli elettorali e i crimini del regime fascista.
Angelo Tasca, che si trovava a Mosca in qualità di delegato del PCd'I al V Congresso del Comintern, riferisce di aver fatto parte della commissione di comunisti italiani che, alla notizia del ricevimento offerto dall'ambasciata sovietica a Mussolini in piena crisi Matteotti, si recò a protestare presso il capo del governo Aleksej Rykov, il quale dopo averli ascoltati li indirizzò a Čičerin quale commissario competente in materia. Tasca ricorda: «Partecipai ai due colloqui, e vi presi la parola. Non ci può essere alcun dubbio sul fatto che l'ambasciatore sovietico aveva agito in pieno accordo con Mosca; Cicerin non volle né deplorare l'accaduto, sia pure in camera charitatis, né assumere l'impegno di non ricominciare».

#### Internazionale Comunista
Il V Congresso del Comintern, tenutosi a Mosca tra giugno e luglio 1924, indirizzò agli operai e ai contadini d'Italia un «manifesto» in cui la denuncia del «vile assassinio» di Matteotti si traduceva nell'accusa ai «capi riformisti» di aver raccomandato alle masse anche in tale occasione «la sottomissione e la pazienza», come già avrebbero fatto «quando il fascismo infieriva contro gli operai di tutti i Partiti». I riformisti erano accusati di «alimentare le illusioni pacifiste e la fiducia nella rinascita di un regime democratico e parlamentare» presso gli operai, con il risultato di favorire «il consolidamento della dittatura dei fascisti e del loro apparecchio statale e militare». L'appello era rivolto contro il PSU e la Confederazione Generale del Lavoro in quanto ostacoli per l'azione comune della classe operaia, la cui rappresentanza autentica ed esclusiva sarebbe spettata al PCd'I.
Angelo Tasca riporta in proposito: «Nel primo testo, là dove si parlava delle vittime del fascismo, non c'era una parola su Matteotti. Protestai contro questa voluta omissione, e poiché il manifesto era stato scritto in alto loco, pregai Humbert-Droz di recarsi presso Zinov'ev e di ottenere che fosse modificato. Zinov'ev rispose ad Humbert-Droz in modo sguaiato, ma finì col piegarsi alla richiesta».

#### Internazionale Operaia e Socialista
Il 15 giugno 1924 per il segretariato dell'Internazionale Operaia e Socialista un lungo messaggio di solidarietà fu inviato ai socialisti italiani, qualificando come "crimine fascista" il delitto. Tre giorni dopo viene resa nota la lettera congiunta a Velia Matteotti di A.A.Purcell (presidente del Consiglio generale del Trade Unions Congress e della Federazione internazionale delle Trade Unions) e di C.T.Cramp (presidente dell’Esecutivo del Labour Party britannico), in cui si ritengono i capi del fascismo moralmente responsabili della morte di Matteotti e si chiede che il potere giudiziario sia libero dall’influenza del Governo.

## Le indagini
Fin dai primissimi momenti successivi al sequestro, e ancor più dopo la scoperta che il rapimento era degenerato in omicidio, presso la gran parte della pubblica opinione si diffuse la convinzione che Mussolini fosse il responsabile ultimo dei fatti. Mussolini stesso, il 31 maggio 1924, giorno seguente al discorso del deputato socialista alla Camera di denuncia dei brogli elettorali, scrisse sul Il Popolo d'Italia che la maggioranza era stata troppo paziente e che la «mostruosa provocazione» di Matteotti meritava qualcosa di più concreto di una risposta verbale.
L'Avanti! venerdì 13 giugno dava la notizia del rapimento in prima pagina; il giorno successivo i colpevoli erano già stati individuati e il quotidiano socialista indicava «l'indignazione di tutta l'opinione pubblica» per l'assassinio..

### La preparazione
L'intenzionalità del delitto Matteotti è dimostrata da questa sequenza di eventi preparatori.
Giovanni Marinelli, in data 31 maggio 1924 – giorno successivo al discorso di denuncia di Giacomo Matteotti alla Camera – scrisse al direttore del carcere di Poggioreale, a Napoli, di rilasciare il detenuto Otto Thierschädl, austriaco e di madrelingua tedesca; la richiesta fu sostenuta da un successivo telegramma del generale Emilio De Bono, capo della polizia. Il 2 giugno successivo Amerigo Dumini incontrò l'austriaco, appena liberato, a Roma: gli dette istruzioni di pedinare Matteotti e di seguirlo in Austria dove l'uomo politico avrebbe partecipato a un congresso socialista.
La squadra speciale capitanata dal Dumini (cosiddetta "Ceka") era formata da Albino Volpi, Giuseppe Viola, Amleto Poveromo e Augusto Malacria, cui si aggiunsero Filippo Panzieri, Aldo Putato e da Otto Thierschädl.

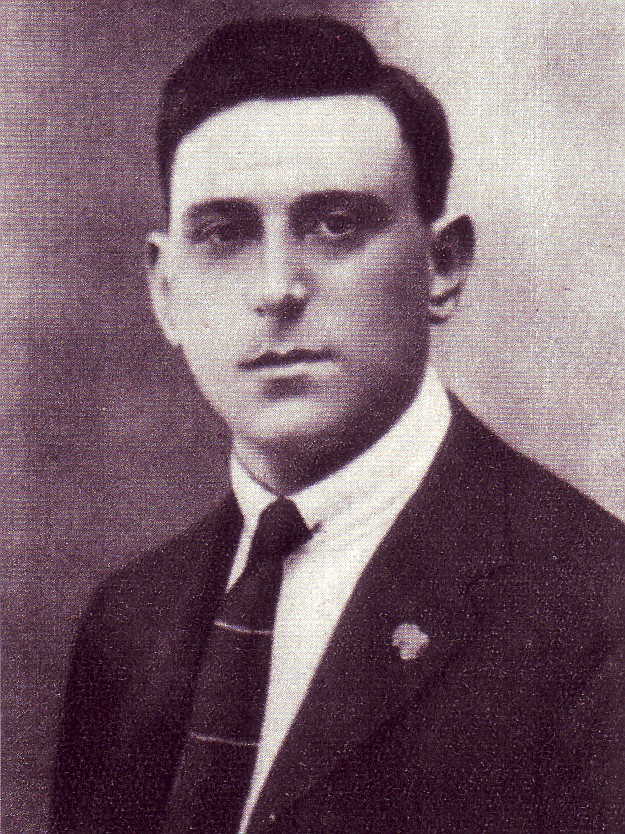
Amerigo Dumini, capo della banda di sequestratori e uccisori di Matteotti

Il 5 giugno 1924 fu improvvisamente concesso dal Governo a Matteotti il permesso per recarsi a Vienna, sino ad allora costantemente negato: nella capitale austriaca era stata preparata una trappola mortale per Matteotti, il cui assassinio sarebbe dovuto apparire come una faida interna al movimento socialista. L'organizzazione del delitto quindi era già stata avviata alcuni giorni prima del 10 giugno, se non che Matteotti preferì rinunciare al suo viaggio a Vienna: da ciò sarebbe nata l'improvvisazione del piano subordinato di aggressione sotto casa, oggetto delle argomentazioni di chi nega ogni premeditazione.

### I "memoriali" Filippelli e Rossi

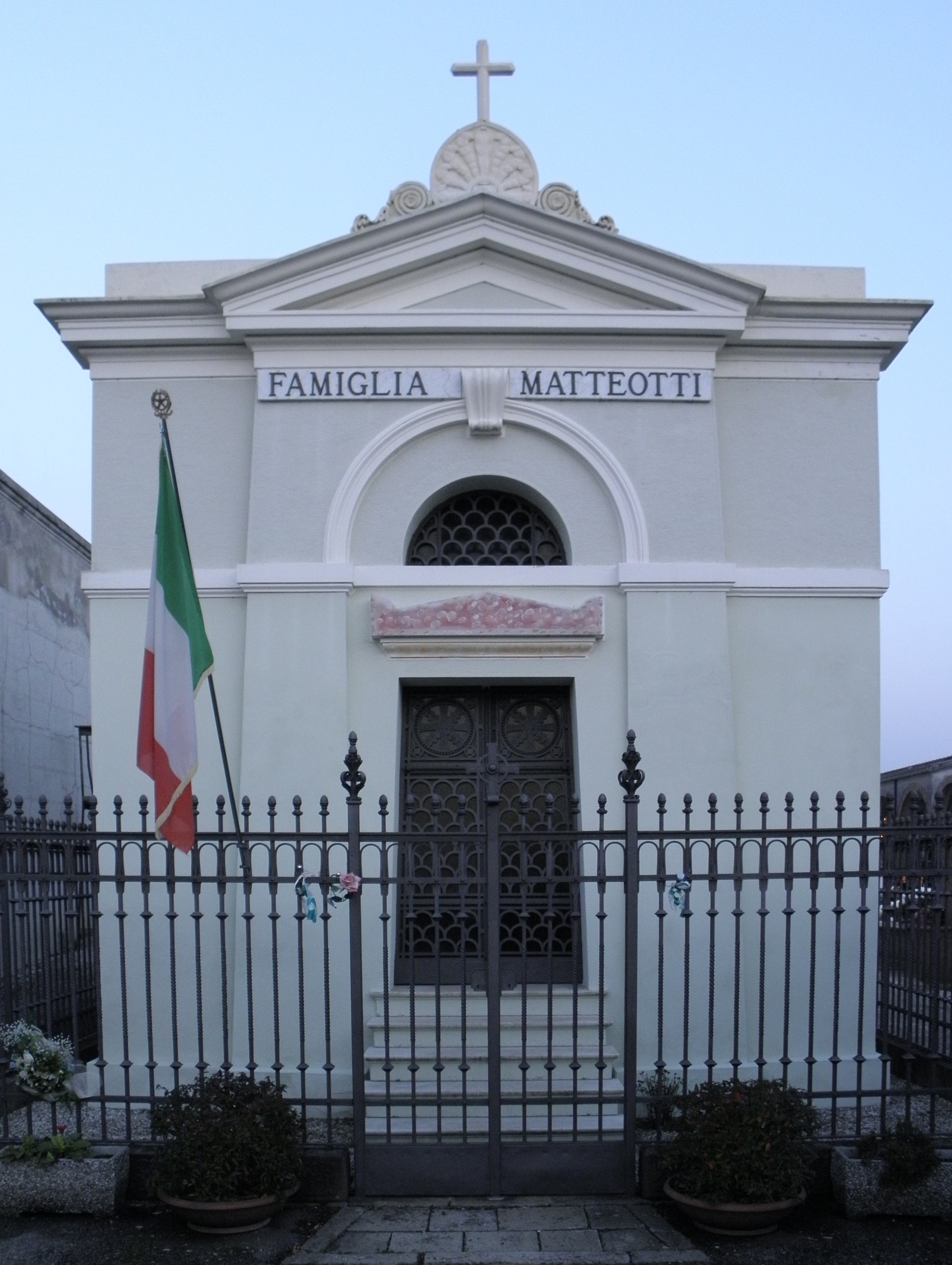
Cappella funeraria della famiglia Matteotti a Fratta Polesine, dov'è tumulata la salma

Due memoriali accusarono Mussolini come mandante del delitto Matteotti. Il primo di Filippo Filippelli, coinvolto nel delitto per aver fornito ai sequestratori la Lancia Kappa su cui il deputato socialista era stato rapito e ucciso. In esso Filippelli accusava Amerigo Dumini, Cesare Rossi ed Emilio De Bono come esecutori e lo stesso Benito Mussolini come mandante. Si citava inoltre l'esistenza di un organismo di polizia politica interno al Partito Nazionale Fascista, la cosiddetta "Ceka fascista" (come l'omonima polizia politica sovietica) diretta dal Rossi, dal quale sarebbe stato organizzato l'assassinio su indicazione di Mussolini.
Il secondo di Cesare Rossi, di analogo contenuto, su cui Mussolini stava tentando di rovesciare ogni responsabilità. Rossi, infuriato per essere stato usato come capro espiatorio, prima di costituirsi il 22 giugno aveva scritto un memoriale che fu poi pubblicato sul giornale Il Mondo di Giovanni Amendola. Nel memoriale Rossi raccontava quali fossero le attività del gruppo di squadristi a cui veniva affidata l'esecuzione di rappresaglie e di vendette politiche. Questo gruppo era la citata "Ceka fascista", antesignana dell'OVRA. Il documento era composto da diciotto cartelle di appunti. Rossi, oltre a proclamare la propria estraneità rispetto al delitto Matteotti e ad altre azioni violente e a delitti perpetrati dal regime, accusò Mussolini per l'omicidio del leader socialista, visto che Mussolini aveva approvato e spesso ordinato direttamente i delitti compiuti da quella organizzazione.
L'ex capo della polizia Emilio De Bono confermò la presenza di Dumini presso il Viminale, sede del Ministero dell'Interno, di cui era titolare Mussolini:
(Emilio De Bono nella sua deposizione.)
Il memoriale Filippelli apparve invece sulla rivista antifascista fiorentina Non mollare, diretta da Carlo Rosselli, nel febbraio 1925.

## Procedimenti giudiziari

### I processi farsa durante il regime
Dopo l'istruttoria condotta assai incisivamente da Mauro Del Giudice, a fine del 1924 era stato aperto un procedimento davanti all'Alta Corte di Giustizia del Senato per omicidio nell'ambito di un reato di associazione a delinquere: ne era imputato l'allora capo della Pubblica Sicurezza e della Milizia Volontaria per la Sicurezza Nazionale (MVSN), il quadrumviro Emilio De Bono, costretto alle dimissioni da Mussolini. Questo bloccò per sei mesi il processo romano, fino a quando il Senato del Regno - nel giugno 1925 - pronunciò il non luogo a procedere.
Recisa così la pista processuale che avrebbe portato a Mussolini, il primo procedimento sull'omicidio Matteotti si ridusse sostanzialmente una farsa, anche grazie all'amnistia che il re, su proposta di Alfredo Rocco, aveva emanato a fine luglio 1925 per i delitti minori.
( Carlo Bazzi, Una sentenza balcanica della Sezione d'accusa di Roma (PDF), su Senato della Repubblica, agosto 1925,  p. 43.)

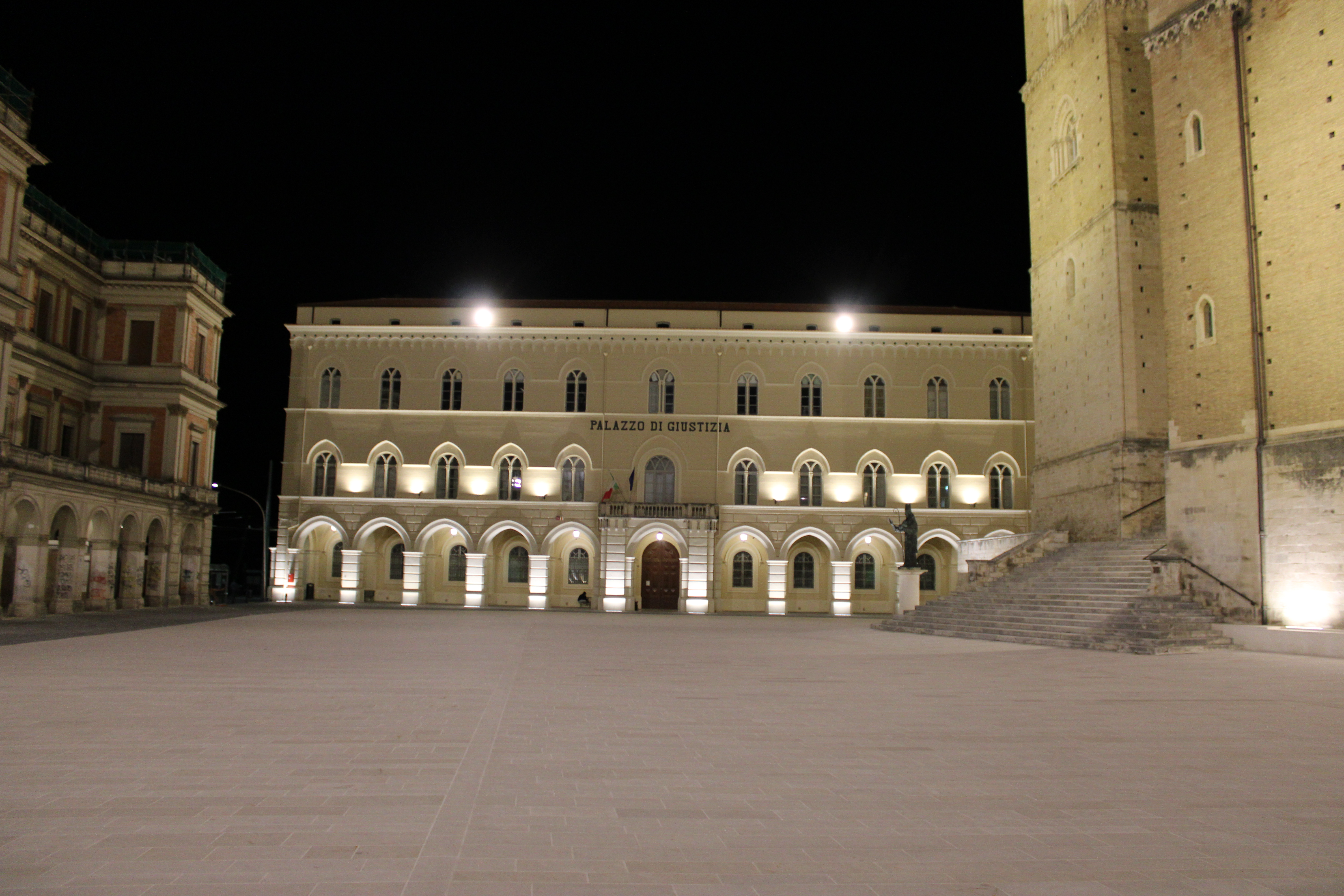
Il Tribunale di Chieti

Il rinvio a giudizio si limitò ai soli esecutori materiali ed il dibattimento si svolse dal 16 marzo al 24 marzo 1926 a Chieti (istruito fra il 1925 e il 1926) contro alcuni degli squadristi materialmente responsabili del rapimento e dell'omicidio: Amerigo Dumini, Albino Volpi, Giuseppe Viola, Augusto Malacria e Amleto Poveromo. Di questi, Dumini, Volpi e Poveromo furono condannati per omicidio preterintenzionale alla pena di anni 5, mesi 11 e giorni 20 di reclusione, nonché all'interdizione perpetua dai pubblici uffici, mentre per Panzeri, che non partecipò attivamente al rapimento, Malacria e Viola ci fu l'assoluzione. Il collegio di difesa degli imputati, a seguito di richiesta di Dumini, venne guidato da Roberto Farinacci, a quel tempo segretario nazionale del Partito Nazionale Fascista.
L'enfasi di Farinacci nella difesa degli imputati fu tale da indurre Mussolini, che viceversa aveva chiesto un processo senza molto clamore, a costringerlo alle dimissioni dalla carica nazionale una settimana dopo la sentenza del processo.

### Il secondo dopoguerra
Dopo la conclusione della seconda guerra mondiale e la nascita della Repubblica, in seguito al Decreto Luogotenenziale del 27.7.1944 n. 159 (che rendeva potenzialmente nulle le condanne avvenute in epoca fascista superiori ai tre anni), la Corte di Cassazione con sentenza del 6 novembre 1944 dichiarò l'inesistenza giuridica della sentenza di condanna degli squadristi. Così, la Corte d'assise di Roma re-istruì il processo nei confronti di Giunta, Rossi, Dumini, Viola, Poveromo, Malacria, Filippelli, Panzeri (Giovanni Marinelli ed Emilio De Bono erano stati fucilati a Verona dagli stessi fascisti).
Con la revisione del processo, Dumini, Viola e Poveromo furono condannati all'ergastolo (poi commutato in 30 anni di carcere), Cesare Rossi venne assolto per insufficienza di prove, mentre per gli altri imputati si ravvisò il non luogo a procedere a causa dell'amnistia Togliatti disposta dal D.P.R. 22.6.1946, n. 4. Solo sei anni dopo il Dumini verrà amnistiato.
Tutti coloro che sono stati riconosciuti come implicati nell'omicidio furono esponenti o sostenitori del regime fascista: eppure l'accertamento giudiziario della responsabilità diretta di Mussolini mancò. Infatti, durante il primo processo, nel settembre 1925, fu pronunciato il non luogo a procedere contro Mussolini, sulla denuncia avanzata da Attilio Pastorino, come conseguenza della sentenza assolutoria del Senato del Regno su De Bono; durante il secondo processo, in sede di rinvio a giudizio fu accolta la requisitoria del procuratore generale Spagnuolo del 27 marzo 1946 nella parte in cui dichiarava il non doversi procedere a carico di Mussolini Benito per estinzione del reato a causa del decesso del prevenuto.

## La responsabilità di Mussolini
Nel 1944 Cesare Rossi dichiarò esplicitamente che Mussolini gli disse: «quell’uomo dopo quel discorso non dovrebbe più circolare», in seguito al famoso discorso del deputato socialista, nel quale si denunciavano i brogli elettorali e le violenze del 6 aprile. Secondo una delle ricostruzioni, accreditata da Silvio Bertoldi, la reazione avvenne quando il presidente del Consiglio fu rientrato al Viminale dopo il discorso e sarebbe stato presente anche Giovanni Marinelli (a capo, insieme a Cesare Rossi, della polizia segreta fascista Ceka, capitanata dallo squadrista Amerigo Dumini).
Emilio Lussu, presente a Montecitorio la sera stessa del 30 maggio, ricostruisce i fatti in base alle parole che Mussolini avrebbe rivolto nello stesso Transatlantico (il corridoio alle spalle dell'Aula legislativa) ad un crocchio di deputati fascisti: “se voi non foste dei vigliacchi, nessuno avrebbe mai osato pronunziare un discorso simile”. Occorre però notare che la tesi di Lussu sul mandato a delinquere implicito era tratta dalla sua cultura letteraria con un riferimento alla morte di Tommaso Becket e a Enrico II, mentre Bertoldi trae il mandato a delinquere esplicito dalla dichiarazione a verbale resa da Rossi il 14 luglio 1944.
Il fatto che queste parole fossero effettivamente un chiaro e ben compreso ordine a compiere l'omicidio è sostenuto dagli storici che vedono in Mussolini il responsabile diretto del delitto (tra questi Mauro Canali).
Tale esplicita intenzione e la conseguente responsabilità diretta di Mussolini quale mandante dell'omicidio è messa in dubbio da una corrente storiografica (risalente a Renzo De Felice) che interpreta diversamente la sottigliezza delle parole di Mussolini. Esse sarebbero state arbitrariamente intese da Marinelli come un ordine, in base al quale questi avrebbe autorizzato poi Dumini a rapire Matteotti. Tali storici si dividono a loro volta tra chi sostiene che l'omicidio fosse premeditato dagli squadristi e chi lo ritiene conseguenza della foga nella colluttazione.
Tutti gli storici sono comunque concordi nell'attribuire a Mussolini la responsabilità politica dell'omicidio Matteotti, anche sulla scorta di una serie di eloquenti eventi successivi.

### Assunzione di responsabilità da parte di Mussolini
Il 3 gennaio 1925, alla Camera, Benito Mussolini respinse inizialmente l'accusa di un suo coinvolgimento diretto nel delitto Matteotti, sfidando anzi i Deputati a tradurlo davanti alla Suprema Corte in forza dell'articolo 47 dello Statuto Albertino. Successivamente, con un improvviso cambio di tono, si assunse personalmente, in due vicini passaggi del suo discorso, la responsabilità sia dei fatti avvenuti e sia di aver creato il clima di violenza in cui tutti i delitti politici compiuti in quegli anni erano maturati: con il classico argomento fantoccio, spostò l'attenzione dalle responsabilità individuali a quelle collettive e trovò anche le parole per riaffermare, di fronte ad alleati e avversari, la sua posizione di capo indiscusso del fascismo:
(Benito Mussolini, discorso alla Camera, 3 gennaio 1925.)
Infine Mussolini denunciò come sediziosa la Secessione dell'Aventino e concluse con una dichiarazione minacciosa verso l'opposizione:
(Benito Mussolini, discorso alla Camera, 3 gennaio 1925.)

### Rapporti fra Mussolini e Dumini
Amerigo Dumini, nel "processo farsa" intentatogli dal regime, fu condannato per omicidio "preterintenzionale" a cinque anni, undici mesi e venti giorni, di cui quattro condonati in seguito all'amnistia generale del 1926. Poco dopo la sua scarcerazione si presentò alla presidenza del Consiglio pretendendo di parlare con Mussolini: «Sono qui per lavarmi dal sangue di Matteotti». Per questo episodio, il Tribunale di Viterbo lo condannò, il 9 ottobre 1926, a quattordici mesi di detenzione per porto abusivo d'armi e oltraggio a Mussolini. Tuttavia, nel 1927 era di nuovo libero, per grazia sovrana, e, dopo varie richieste rivolte direttamente al duce, si trasferì poi in Somalia nell'estate 1928, con una pensione garantita di cinquemila lire al mese, che per l'epoca era una somma altissima. Anche qui però Dumini riprese a delinquere e in ottobre venne nuovamente arrestato, rispedito in Italia e condannato a cinque anni di confino. Tra vari luoghi, scontò parte del confino alle Isole Tremiti.
Nel 1933, di nuovo in carcere, Dumini fece sapere a Emilio De Bono di aver consegnato a dei notai texani un manoscritto con la verità sul delitto Matteotti. Il ricatto ancora una volta funzionò e venne posto di nuovo in libertà su ordine di Mussolini, con un indennizzo di cinquantamila lire.
Su proposta del capo della polizia Bocchini, nella primavera del 1934 Dumini si trasferì in Cirenaica, dove si diede all'attività di imprenditore agricolo e commerciale, ricevendo ingenti finanziamenti dal governo italiano, ammontanti, fra il 1935 e il 1940, a più di due milioni e mezzo di lire.
A ulteriore prova del coinvolgimento diretto di Mussolini nel delitto Matteotti ci sarebbe, quindi, la pressoché immediata scarcerazione, dopo la condanna penale, del capo della squadra responsabile dell'assassinio del deputato socialista e il sostegno economico e politico fornitogli, a fronte delle sue minacce ricattatorie di divulgare il ruolo di Mussolini nella decisione dell'omicidio.

### Passi indietro e depistaggi
Durante la residenza a Salò al termine della seconda guerra mondiale, Mussolini ricevette più volte il giornalista Carlo Silvestri e cercò di accreditare la sua estraneità al delitto, di cui pure vent'anni prima aveva rivendicato la responsabilità politica. Nel fare ciò, riprese alcuni spunti che aveva saltuariamente affacciato quando definì il delitto «un cadavere gettato davanti ai miei piedi per farmi inciampare». Già nel discorso alla Camera del 13 giugno 1924, del resto, Mussolini ebbe ad affermare:
Anche successivamente Mussolini ebbe a dire (alla sorella Edvige) che il rapimento - e poi il delitto - era «una bufera che mi hanno scatenato contro proprio quelli che avrebbero dovuto evitarla», in chiaro riferimento ad alcuni suoi collaboratori (De Bono, Finzi, Marinelli e Rossi, con frequentazioni massoniche).
Ad ogni modo, l'esistenza di successivi depistaggi messi in atto da apparati alle dipendenze dell'Esecutivo è un fatto storicamente acclarato: Cesare Rossi ne scrisse nel 1927 a Gaetano Salvemini con riferimento ai due «diversivi» affaristici messi in campo contro Aldo Finzi e con al centro Filippo Naldi. Del resto, quando la polizia chiese a Velia Titta di un presunto faldone di documenti, che il marito avrebbe avuto con sé uscendo di casa il giorno del rapimento, ella rispose: «È una leggenda (...) mio marito non aveva alcuna tendenza scandalistica».
Secondo il deputato socialista Valdo Spini vi sarebbe stato «un depistaggio financo personale del Duce, quando ricevette la vedova di Giacomo Matteotti che chiedeva la verità sulla sparizione del marito». Alcuni anni dopo la vedova, in una lettera a Gaetano Salvemini, scrisse che Mussolini le diede «risposte che fedelmente non ricordo, ma fredde anch’esse. Le sicure che rammento sono queste: “un filo di speranza c’è. Io farò il mio dovere di cittadino”».

## Ricostruzioni alternative

### La vicenda delle tangenti dellaSinclair Oil
Per quasi tutto il XX secolo gli storici ritennero che la principale causa del delitto Matteotti fosse stato il suo discorso di denuncia pronunciato alla Camera il 30 maggio 1924. L'ipotesi di un delitto legato alla scoperta di un affare illecito non fu esclusa da Renzo De Felice (le insistenti voci di un delitto affaristico «non possono essere lasciate cadere a priori»), ma rimase sempre sullo sfondo.
(Denis Mack Smith, Mussolini e il caso Matteotti, in Studi e ricerche su Giacomo Matteotti (a cura di L. Bedeschi), Urbino, Istituto di storia della Università, 1979, p. 73)
Successive ricostruzioni hanno tuttavia dato maggiore peso a tale ipotesi, che peraltro rimangono sempre minoritarie nel mainstream storiografico. Negli anni 1980 un ricercatore fiorentino, Paolo Paoletti, ritrovò nell'Archivio Nazionale di Washington una lettera redatta da Amerigo Dumini nel 1933. In quell'anno Dumini, temendo di essere eliminato dal regime, aveva scritto e fatto pervenire ad alcuni legali negli Stati Uniti d'America una lettera-testamento, con l'ordine di renderla pubblica solo nell'eventualità del suo assassinio. In tale documento egli ammetteva di avere ricevuto l'ordine di uccidere Matteotti poiché nei vertici del fascismo si temeva che il deputato socialista, nel discorso annunciato per l'11 giugno 1924 in Parlamento, avrebbe denunciato il pagamento di tangenti dalla Sinclair Oil al governo italiano, in cui, stando a Dumini, era coinvolto Arnaldo Mussolini, il fratello del Duce. Paoletti pubblicò la lettera-testamento sulla rivista Il Ponte. Tuttavia dagli atti processuali del nuovo processo, intentatogli a fascismo caduto, risulta che lo stesso Dumini dichiarò che «il memoriale da me inviato a due avvocati di S. Antonio del Texas non contiene nulla che interessi l’attuale processo. Esso si occupa diffusamente di tutte le persecuzioni di cui sono stato fatto segno da Bocchini Marinelli De Bono e altri».

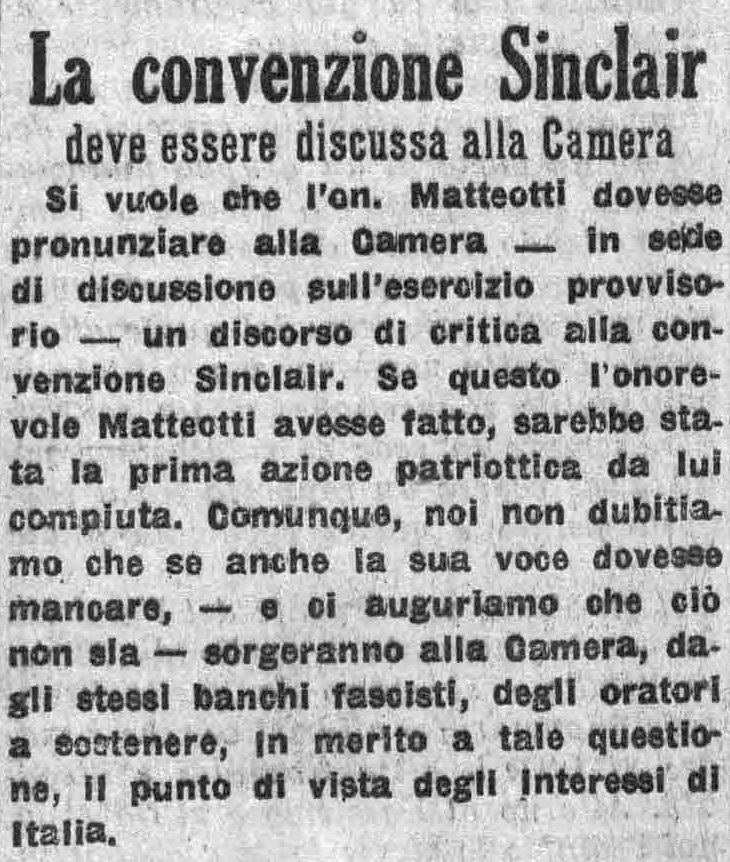
Il Nuovo Paese, venerdì 13 giugno 1924, prima pagina. Il quotidiano filofascista riporta un legame tra Matteotti e l'«affare Sinclair».

Secondo ulteriori ricerche, condotte da Mauro Canali e apparse alla fine degli anni 1990, Benito Mussolini avrebbe dato l'ordine di assassinare il deputato socialista per impedire che Matteotti denunciasse alla Camera il grave caso di corruzione esercitato dalla compagnia petrolifera statunitense Sinclair Oil (fungente in quell'occasione da battistrada degli interessi della più potente Standard Oil of New Jersey) nei confronti dello stesso Mussolini e di alcuni gerarchi fascisti a lui vicini. Il governo italiano, infatti, poche settimane prima del delitto, aveva concesso alla società petrolifera statunitense Sinclair Oil (al tempo sostenuta economicamente da alcuni dei principali gruppi finanziari di New York, tra cui la banca del magnate John Davison Rockefeller, fondatore della Standard Oil originale, divisa nel 1911, e azionista della Standard of New Jersey) l'esclusiva per la ricerca e lo sfruttamento per 50 anni di tutti i giacimenti petroliferi presenti in Emilia e in Sicilia (RDL n. 677 del 4 maggio 1924). Le richieste della compagnia petrolifera per poter effettuare scavi in ulteriori territori della penisola prevedevano condizioni estremamente vantaggiose per la Sinclair stessa, come la durata novantennale delle concessioni e l'esenzione da imposte.
Da parte del governo italiano vennero scelti come mediatori per l'accordo un insieme di politici, imprenditori e diplomatici (fra cui i ministri dell'economia nazionale Orso Mario Corbino e dei lavori pubblici Gabriello Carnazza) strettamente collegati tra di loro da imprese commerciali (molte delle quali attive proprio in Sicilia), conflitti di interesse e legami con diversi gruppi finanziari ed aziendali statunitensi (tra cui la casa Morgan, uno dei finanziatori della Sinclair Oil). I responsabili italiani, seppur con pareri leggermente diversi e nonostante le condizioni palesemente vantaggiose per la Sinclair, appoggiarono all'unanimità l'idea dell'accordo. La possibile presenza della Sinclair Oil sul mercato italiano destò la preoccupazione della Anglo-Iranian Oil Company (controllata dal governo del Regno Unito), anch'essa interessata allo sfruttamento di possibili giacimenti.
Lo storico statunitense Peter Tompkins nel volume Dalle carte segrete del Duce (2001), aderisce alla tesi di Mauro Canali, secondo cui Giacomo Matteotti sarebbe stato assassinato, oltre che per l'incisiva denuncia delle irregolarità e delle violenze compiute dai fascisti nelle elezioni politiche del 1924, anche perché in possesso di documenti attestanti le tangenti versate dalla compagnia petrolifera Sinclair Oil Company ai ministri Gabriello Carnazza e Orso Mario Corbino, entrambi massoni di Piazza del Gesù.
Sulla scia dell'interpretazione di Canali risalente al 1997, anche il giornalista ed ex dirigente dell'ENI Benito Li Vigni in un successivo saggio del 2004, Le guerre del petrolio, in cui dedica alcuni capitoli alla situazione del mercato petrolifero nell'Italia degli anni 1920, collega l'affare Sinclair con la morte di Matteotti. Agli inizi degli anni venti l'80% del fabbisogno di idrocarburi italiano era garantito dalla Standard Oil, tramite la controllata Società Italo-Americana pel Petrolio (S.I.A.P.), mentre la restante quota era fornita dalla filiale italiana della Royal Dutch Shell. Secondo Mauro Canali, la Standard Oil avrebbe stipulato un accordo sottobanco con la Sinclair Oil, delegando a essa l'operazione in Italia diretta anche a bloccare la temuta espansione del Regno Unito sul mercato italiano.
Il Regno Unito, che possedeva numerosi pozzi petroliferi in Medio Oriente, aveva valutato la posizione geografica dell'Italia (inserita al centro del bacino del Mediterraneo) come molto vantaggiosa per il trasporto del greggio. Il governo britannico avviò contatti con lo Stato italiano per la costruzione di una raffineria e di un centro di stoccaggio del greggio sulla penisola. Contemporaneamente gli inglesi si interessarono inoltre all'eventuale presenza di giacimenti di petrolio in Italia.
La Standard Oil, timorosa che i progressi dell'azienda petrolifera del Regno Unito nel mercato italiano potessero essere coronati da successo, avrebbe deciso di intervenire in Italia direttamente. Nel febbraio del 1923 gli americani proposero al governo italiano una convenzione per la ricerca del petrolio italiano, senza successo, e, successivamente, associandosi con la Banca Commerciale Italiana e richiedendo i permessi per esplorazioni in diversi territori, fra cui la Sicilia, dove erano ancora pendenti le richieste della Sinclair. A conferma di questa tesi Canali documenta come Filippo Filippelli (personaggio molto influente, legato economicamente ad Arnaldo Mussolini di cui gestiva le fonti di finanziamento, fondatore del Corriere Italiano, giornale a cui peraltro era stato intestato il noleggio dell'auto con cui venne prelevato Matteotti) pochi giorni prima della stipula della concessione, avesse ricevuto una prima rata di alcuni milioni di lire, a cui ne avrebbero dovute seguire altre, dalla Società Italo-Americana pel Petrolio, ovvero proprio la filiale italiana della Standard Oil.
Il Governo italiano nella primavera del 1924 accelerò la stipula degli accordi con la Sinclair Oil, che furono firmati il 29 aprile e ratificati dal Consiglio dei ministri pochi giorni dopo. In cambio di tangenti, la Sinclair avrebbe inoltre ottenuto di non permettere a un ente petrolifero statale di intraprendere trivellazioni nel deserto libico.
Il Governo del Regno Unito (che avrebbe ottenuto i dettagli dell'accordo fra Sinclair Oil e governo italiano fin da prima che questi venissero ratificati ufficialmente e resi pubblici) percepì la concessione come un attacco diretto ai propri interessi e sui media del Regno Unito del tempo questo accordo venne pesantemente criticato. Proprio durante quest'accesa campagna di stampa contro l'operato dell'Italia, Matteotti effettuò un viaggio in forma privata a Londra: secondo Mauro Canali, il politico socialista avrebbe acquisito (da fonti vicine al Partito laburista) le carte che provavano la corruzione del Governo italiano nell'affare Sinclair, o per lo meno avrebbe completato le informazioni già in suo possesso. Li Vigni, a sua volta, fa notare che la tesi in base alla quale le informazioni sulla corruzione provenissero dal Regno Unito, venne citata, dopo la morte dell'uomo politico, sia dai quotidiani statunitensi sia dalle stesse fonti vicine al partito fascista (l'articolo non firmato La grande piovra del Popolo d'Italia, sull'edizione del 10 agosto 1924), in questo caso incolpando «la mano stessa che forniva a Londra all'on. Matteotti i documenti mortali (petroli - prestito polacco - buoni germanici, ecc.)» di essere anche la mandante dell'omicidio.
La tesi che legava l'omicidio di Matteotti al timore del rivelamento della corruzione venne ampiamente sostenuta dalla stampa del Regno Unito, soprattutto da quella vicina ai Laburisti: proprio l'organo di partito del Labour, il Daily Herald, accusò apertamente Arnaldo Mussolini di essere fra i politici destinatari di una tangente di 30 milioni di lire pagata dalla Sinclair Oil per ottenere la concessione. Sulla rivista English Life venne pubblicato postumo un articolo di Matteotti in cui il deputato affermava di avere la certezza che vi era stata corruzione fra la Sinclair Oil e alcuni esponenti del governo, di cui avrebbe potuto rivelare l'identità.
Mussolini decise di cancellare gli accordi con la Sinclair Oil nel novembre del 1924, anche a causa delle contrastanti opinioni emerse nella commissione parlamentare che doveva approvare la convenzione.

### Le reazioni di politici non "aventiniani"
A parte le violentissime accuse a Mussolini da parte delle opposizioni, alcune alte personalità liberali, a partire da Giovanni Giolitti, Luigi Einaudi e Benedetto Croce, non aderirono alla "questione morale" posta da Giovanni Amendola, che guidò la secessione dell'Aventino nel presupposto della responsabilità morale del regime nel delitto. Subito dopo un discorso di Mussolini del 26 giugno 1924 al Senato, fu lo stesso senatore Croce, a Palazzo Madama, ad aderire ad un ordine del giorno a favore del governo Mussolini recante la prima firma del senatore Melodia: la sua approvazione, con un voto da lui definito «prudente e patriottico», gli fu rimproverata da Giorgio Levi della Vida.
Nella sua biografia di Nicola Bombacci, Guglielmo Salotti afferma che l'anziano rivoluzionario (in seguito avvicinatosi al fascismo), avrebbe passato molto tempo nella spasmodica ricerca delle prove dell'innocenza di Mussolini. Bombacci non fece mai nomi sui mandanti dell'omicidio, ma confidò a Silvestri che:
Salotti ritiene invece del tutto «fantascientifica» la tesi secondo cui nell'affare Matteotti sarebbero stati implicati i servizi segreti sovietici.

### Tesi che escludono la diretta responsabilità di Mussolini
Il pubblicista Bruno Gatta colse nelle seguenti considerazioni di Renzo De Felice dei dubbi sul fatto che Mussolini avesse avuto responsabilità dirette nell'assassinio di Matteotti:
(Renzo De Felice, Mussolini il fascista. I. La conquista del potere (1921-1925), Torino, Einaudi, 1966, pp. 622-623)
Pur in presenza di un contrasto ideologico tra Matteotti e Mussolini, risalente alle vicende del decennio precedente, Renzo De Felice dedica anche numerose pagine alle aperture mussoliniane verso sinistra prima e dopo le contestate elezioni del 1924. In particolare in un discorso parlamentare di Mussolini del 7 giugno 1924 (tre giorni prima del rapimento di Matteotti), lo storico individuerebbe fra le righe l'offerta «ai confederali di entrare nel governo». 
La buona fede di questa offerta era stata però già nell'immediato assai ridimensionata, in una lettera di Filippo Turati dell'8 giugno 1924 e la sua pertinenza, rispetto al delitto, deriva proprio dalle autodifese di Mussolini. Alla ricerca di moventi alternativi si svilupparono infatti interpretazioni secondo cui il delitto sarebbe stato il tentativo del fascismo intransigente di colpire direttamente Mussolini e la sua politica di apertura a sinistra e di parziale legalità parlamentare, impedendogli un riavvicinamento con i sindacalisti di sinistra (Mussolini aveva appena chiesto ad Alceste de Ambris di assumere incarichi di governo, ottenendone rifiuto) e perfino coi socialisti e la Confederazione Generale del Lavoro (CGL).
Un altro movente addotto a discolpa di Mussolini fu quello rilanciato dal giornalista Carlo Silvestri quando, dando voce a tutte le confidenze autoassolutorie fattegli da Mussolini nel 1944-1945, riferì anche di una sua accusa ad “un putrido ambiente di finanza equivoca”. Il Silvestri  - giornalista al tempo in forza al Corriere della Sera, di fede socialista e amico fraterno di Filippo Turati — era stato uno fra i "grandi accusatori" di Benito Mussolini in rapporto al delitto Matteotti, ma successivamente, riavvicinatosi a Mussolini, durante la Repubblica Sociale Italiana (al punto da esserne definito come l'ultimo suo amico) disse di aver accentuato le proprie accuse per fini di convenienza politica. Egli si disse invece persuaso delle confidenze fattegli da Mussolini negli ultimi mesi di vita e, a conforto di queste, sostenne che fu lo stesso Marinelli ad addossarsi la completa responsabilità e decisione dell'omicidio di Matteotti, confidandolo a Cianetti e Pareschi vent'anni più tardi, quando, nel gennaio 1944, si trovò con loro e altri tre firmatari dell'ordine del giorno Grandi nel carcere di Verona per essere processato. Nel secondo processo sul delitto Matteotti la deposizione di Silvestri, le cui tesi assolutorie su Mussolini erano conformi a quanto scritto nel libro, venne considerata del tutto inaffidabile e confutata nella sentenza che concluse il giudizio.

### L'opinione della famiglia Matteotti
Velia Titta sostenne che il delitto era frutto di una «rappresaglia terroristica».
Matteo Matteotti ha, poi, sempre sostenuto l'intenzionalità della morte del padre: secondo lui il fatto che i rapitori non avevano con sé né una pala né un piccone per seppellire il corpo una volta consumato il delitto, non bastava a provare che esso non fu premeditato. A sapere che Giacomo Matteotti doveva essere ucciso, sempre secondo Matteo, erano Amerigo Dumini e Amleto Poveromo, mentre ad assassinarlo furono i ripetuti colpi vibrati da Poveromo stesso, il quale, dopo aver chiesto a Dumini (al volante dell'auto) di uscire da Roma, seppellì sommariamente il cadavere con gli altri complici nel bosco noto come Macchia della Quartarella (dove il 16 agosto verrà ritrovato da un brigadiere dei Carabinieri) presso la via Flaminia, a 25 chilometri dalla città. Matteo Matteotti presume che fu un seppellimento volontariamente sommario: nell'auto non c'erano appunto strumenti da scavo, perché (secondo Matteo Matteotti questo lo sapevano a priori soltanto Dumini e Poveromo) in caso d'arresto l'assassinio doveva apparire omicidio preterintenzionale.
I figli di Matteotti, Matteo e Giancarlo, divennero poi anch'essi politici, nel dopoguerra, fra le file socialiste. 
Secondo lo studio di Canali sulle tangenti della Sinclair Oil, essi non accusarono mai Mussolini, neppure dopo la sua uccisione e la caduta del regime nel 1945 e - cosa altrimenti inspiegabile e straordinaria - non si costituirono parte civile nemmeno al processo del 1947, in quanto il regime aveva esercitato pressioni sulla famiglia. Secondo la documentazione di Canali, infatti, la famiglia Matteotti si sarebbe trovata, a seguito della morte del deputato socialista, in una situazione finanziaria drammatica e a rischio bancarotta. Ciò avrebbe costretto la vedova ad accettare alcuni milioni dalla polizia fascista; in cambio, si sarebbe impegnata a non espatriare e ad interrompere tutti i rapporti con il mondo antifascista esule. L'ultima prova di ravvedimento che il regime volle fu che uno dei figli, che fino ad allora erano andati tutti e tre in scuole private, si iscrivesse e frequentasse una scuola pubblica, cosa che puntualmente avvenne (si trattò di Matteo, che venne iscritto al Liceo Mamiani di Roma).
I Matteotti, peraltro, pur restando intimamente antifascisti, avrebbero creduto più in una responsabilità di Casa Savoia (i fascisti avrebbero agito come sicari, mentre il duce si sarebbe assunto solo la colpa morale), mentre Canali si dichiara invece convinto della tesi sulla colpevolezza diretta di Mussolini come mandante.
(Mauro Canali, intervista a Oggi 2000, n° 51, di Gennaro De Stefano.)

## Nella cultura di massa

### Cinema
- Il delitto Matteotti (1956) è un documentario di 11 minuti, diretto da Nelo Risi (1956).[159]
- Il delitto Matteotti (1973) è un film diretto da Florestano Vancini e interpretato da Franco Nero e da Vittorio De Sica.[160]

### Teatro
- Il mio nome è Tempesta. Il delitto Matteotti (2021) è uno spettacolo, scritto da Carmen Sepede e diretto da Emanuele Gamba, ha vinto il Premio Matteotti 2022 della Presidenza del Consiglio dei Ministri.